# Amt Herbstein
Das Amt Herbstein war zunächst ein Amt des Hochstifts Fulda und zuletzt ein Amt im Großherzogtum Hessen, bis es 1821 aufgelöst wurde.

## Im Alten Reich
Das Amt Herbstein entstand als Amt des Hochstifts Fulda und war dort dem Oberamt Herbstein zugeordnet. Dort galt deshalb Fuldisches Recht. Das Gemeine Recht galt nur dann, wenn das Fuldische Recht für einen Sachverhalt keine Bestimmung enthielt. Das Fuldische Recht blieb auch weiter geltendes Recht, nachdem das Hochstift Fulda 1803 säkularisiert wurde und nach den dann folgenden Herrschaftswechseln. Abgelöst wurde es erst durch das ab dem 1. Januar 1900 einheitlich im ganzen Deutschen Reich geltende Bürgerliche Gesetzbuch.

## Herrschaftswechsel
Ab 1802 gehörte das Amt Herbstein zunächst zum Fürstentum Nassau-Oranien-Fulda, das als Abfindung des aus den Niederlanden vertriebenen Statthalters entstand. In Bezug auf Rechtsprechung und Verwaltung wurde mit der Landesherrlichen Verordnung die Ober- und Ämter betrefffend vom 8. Januar 1803 eine Neuorganisation der bestehenden Ämter vorgenommen. Das Amt Herbstein blieb als Stadtschultheißenamt Herbstein zunächst unverändert erhalten und war als „Amt III. Klasse“ eingestuft. Durch Bekanntmachung vom 22. März 1805 wurden das Propsteiamt Blankenau und das Stadtschultheißenamt Herbstein aufgehoben und dem Oberamt Großenlüder zugeordnet. 
1806 besetzte Frankreich das Fürstentum Nassau-Oranien-Fulda. Das Amt Herbstein stand zunächst unter französischer Militärverwaltung. Am 11. Mai 1810 schlossen das Großherzogtum und Frankreich einen Staatsvertrag, mit dem Frankreich Gebiete, die es 1806 besetzt hatte, an das Großherzogtum weiter gab. Der im Mai geschlossene Vertrag wurde von Napoléon aber erst am 17. Oktober 1810 unterschrieben. Das hessische Besitzergreifungspatent datiert daher erst vom 10. November 1810.

## Bestand
Das „Amt Herbstein“ bestand aus:
- der Stadt Herbstein und
- Ilbeshausen.[5]

## Ende
1821 kam es im Großherzogtum Hessen zu einer großen Reform, die Justiz, Verwaltung und territoriale Einteilung neu ordnete. Dabei wurde auch auf unterer Ebene die Trennung der Rechtsprechung von der Verwaltung vollzogen und dazu alle Ämter aufgelöst. Für die bisher durch die Ämter wahrgenommenen Verwaltungsaufgaben wurden Landratsbezirke geschaffen, für die erstinstanzliche Rechtsprechung Landgerichte. Die bisherigen Aufgaben des Amtes Herbstein wurden hinsichtlich der Verwaltung dem Landratsbezirk Herbstein, die Aufgaben der Rechtsprechung dem Landgericht Altenschlirf übertragen.